# Kim Soo-mi
Kim Soo-mi (en coreano: 김수미; de nacimiento Kim Young-ok; Gunsan, 3 de septiembre de 1949-Banpo-dong, Seúl; 25 de octubre de 2024)  fue una actriz surcoreana.

## Carrera
Ha tenido una prolífica carrera tanto el cine como en la televisión. Debutó en un concurso de talentos en 1970, luego saltó a la fama en Country Diaries, la exitosa serie de televisión que estuvo al aire por casi 20 años, haciéndola una de las actrices más populares de Corea en la década de 1980. También se ha desarrollado en el teatro y la radio, y como escritora ha publicado más de seis libros.
En 2003 realizó un memorable cameo como una ajumma (señora) en la comedia de Jang Na Ra Oh! Happy Day. Con el éxito renovado de su imagen y reinventándose en su carrera rápidamente se hizo conocida en la industria del entretenimiento surcoreano como la "Reina del Ad-lib," con su talento para la comedia exhibido en muchos de sus sucesivo proyectos, en especial Mapado, Twilight Gangsters, Granny s Got Talent (2015), y las secuelas Marrying the Mafia.
También llamó la atención del público y la crítica por sus roles más serios, como el que realizó en Barefoot Ki-bong (2006), una tierna historia acerca de un hombre con una discapacidad, y la película de 2011 Late Blossom sobre el romance entre dos parejas de ancianos, un tema poco explorado en el cine coreano. El drama de bajo presupuesto indie se convirtió en un sleeper hit, y por su representación de una afligida mujer con la enfermedad de Alzheimer, ganó el premio a Mejor Actriz de reparto en los Blue Dragon Film Awards.

## Otras actividades
En 1998, el chofer de su BMW dio marcha atrás ocasionándo la muerte a su suegra. Kim presentó una demanda por  ₩1 mil millones en contra de la compañía BMW, alegando que el repentino arranque había sido un defecto del coche. El Tribunal del Distrito de Seúl falló a favor del fabricante de automóviles en 2003, diciendo que no estaba claro si el accidente había sido causado por el error del conductor o por un súbito inicio. Kim presentó un recurso de apelación en el Tribunal superior de Seúl.
Encabezó la publicidad como parte del comité organizador de la de Hanam International Environment Expo 1999.
Desde 2003 ha sido la presidenta del Departamento de Teatro y Cine en la Universidad Soongsil de Ciencias Sociales.

## Filmografía

### Cine
- Enemies In-Law (2015, cameo)
- Granny's Got Talent (2015)
- Born to Sing (2013)
- Woosoossi (2012, cameo)
- Marrying the Mafia IV: Unstoppable Family (2011)[16]
- Hoodwinked Too! Hood vs. Evil (2011,doblaje coreano)
- The Suicide Forecast (2011, cameo)
- Meet the In-Laws (2011)
- Shotgun Love (2011)
- Late Blossom (2011)
- Twilight Gangsters aka Pistol Bandit Band (2010)
- Fortune Salon (2009)
- Black Heart aka Delivering Love aka Beyond All Magic (2008)[17]
- Underground Rendezvous (2007)
- Unstoppable Marriage (2007)
- Mapado 2: Back to the Island (2007, cameo)
- Marrying the Mafia III: Family Hustle (2006)
- Dasepo Naughty Girls (2006)
- Detective Mr. Gong aka Detective ODD (2006)
- Barefoot Ki-bong (2006)
- Now and Forever (2006)
- Hoodwinked! (2006, doblaje )
- Oh! My God (2006)
- Ssunday Seoul (2006)
- Mapado (2005)
- Mr. Housewife (Quiz King) (2005)
- Marrying the Mafia II: Enemy-in-law (2005)
- A Bold Family (2005)
- Mr. Gam's Victory aka Superstar Mr. Gam (2004)
- The Greatest Expectation (2003)
- Oh! Happy Day (2003, cameo)
- Downfall (1997)
- Boss (1996)
- Brave Trio (1988)
- Blitz of Ureme from Outer Space (1987)
- Ureme 4: Thunder V Operation (1987)
- Milky Way in Blue Sky (1984)
- Hwa-sun (1982)
- Cuckoo's Dolls (1976)

### Series de televisión
- Detrás de cada estrella (tvN, 2022, aparición especial)[18]
- Shall We Eat Dinner Together? (MBC, 2020)
- Unni is Alive (SBS, 2017)
- Legendary Witches (MBC, 2014)
- The Firstborn (jTBC, 2013)
- Incarnation of Money (SBS, 2013)
- Ohlala Couple (KBS2, 2012)
- Vampire Idol (MBN, 2011)[19]
- Hooray for Love (MBC, 2011)
- Daring Women (SBS, 2010)
- Unstoppable Marriage (KBS2, 2007)
- The King and I (SBS, 2007)
- Love Needs a Miracle (SBS, 2005)
- Hello Franceska Season 3 (MBC, 2005)
- Beating Heart (MBC, 2005)
- Cute or Crazy (SBS, 2005)
- What Happened in Bali (SBS, 2004)
- MBC Best Theater "내 딸 소란이" (MBC, 2003)
- See You in the Morning (SBS, 2001)
- Meeting (KBS2, 1999)
- 누룽지 선생과 감자 일곱 개 (KBS2, 1999)
- You're One-of-a-Kind (MBC, 1999)
- The King's Path (MBC, 1998)
- Beautiful Lady (SBS, 1997)
- A Bluebird Has It (KBS2, 1997)
- Illusion (MBC, 1996)
- Salted Mackerel (MBC, 1996)
- Their Embrace (MBC, 1996)
- Asphalt Man (SBS, 1995)
- Our Sunny Days of Youth (KBS2, 1995)
- Professor Oh's Family (SBS, 1993)
- 마포 무지개 (MBC, 1992)
- 말로만 중산층 (MBC, 1991)
- That Woman (MBC, 1990)
- 마당 깊은 집 (MBC, 1990)
- 유산 (MBC, 1989)
- Your Toast (MBC, 1989)
- The Face of a City (MBC, 1987)
- The Season of Men (MBC, 1985)
- Father & Son (MBC, 1983)
- Park Soon-kyeong (MBC, 1982)
- Sae-ah (MBC, 1981)
- Angry Eyes (MBC, 1981)
- Country Diaries aka Lifetime in the Country (MBC, 1980-2002)
- 엄마 아빠 좋아 (MBC, 1979)
- You (MBC, 1977)
- Samiingok (MBC, 1976)
- 한백년 (MBC, 1973)
- Adada (MBC, 1972)

### Espectáculos de variedades
- Mamado (KBS2, 2013)[20]
- Show King (Global Korean Talk Show King) (Channel A, 2011-2012)[21]
- Soo-mi Ok (QTV, 2011)
- Sunday Sunday Night: Age of Charm (MBC, 2005)
- Kim Soo-mi's Cooking of the Day (MBC, 1982-1985)
- A Look at Myself (KBS, 2015)
- Law of the Jungle – Tribe Chief and Granny (SBS, 2020) - ep. #427-429

### Vídeos musicales
- "Countryside Life" - T-ara N4 (2013)
- "Your Sister, Instead of You" - EZ-Life (2005)

## Teatro
- Mi Madre (2010-2013)[22][23]
- A Midsummer night's Dream (2005)
- 너를 보면 살고 싶다 (1998)

## Programa de Radio
- - The Pursuit of Happiness with Kim Soo-mi and Kang Nam-gil (KBS, 1995)
  - Hello, This is Kim Hong-shin and Kim Soo-mi (MBC, 1993-1995)[24]

## Libros
- 얘들아, 힘들면 연락해! (2009)
- 맘놓고 먹어도 살 안 쪄요 (2003)
- 그해 봄, 나는 중이 되고 싶었다 (2003)
- Kim Soo-mi's Jeolla Food Stories (1998)
- I'm Sorry, I Love You (1997)
- 나는 가끔 도망가 버리고 싶다 (1993)
- 그리운 것은 말하지 않겠다 (1991)
- 너를 보면 살고 싶다 (1990)

## Premios
- 2013 SBS Drama Awards: premio a los logros (Incarnation of Money)
- 2011 32nd Blue Dragon Film Awards: mejor actriz de reparto (Late Blossom)
- 2007 1st Korean Movie Star Awards: premio a la mejor actriz que nos hace reír (Marrying the Mafia III)
- 2006 3rd Max Movie Awards: mejor actriz de reparto
- 2006 14th Chunsa Film Art Awards: mejor actriz de reparto (Barefoot Ki-bong)
- 2005 26th Blue Dragon Film Awards: premio estrella más popular (Mapado, Marrying the Mafia II)
- 1986 22nd Baeksang Arts Awards: actriz más popular, categoría tv (Country Diaries)
- 1986 MBC Drama Awards: Grand Prize/Daesang (Country Diaries, The Season of Men)
- 1985 MBC Drama Awards: premio alta excelencia, actriz (Country Diaries)
- 1982 Our Star Awards
- 1981 MBC Drama Awards: premio excelencia, actriz (Country Diaries)
- 1978 MBC Drama Awards: premio alta excelencia, actriz
- 1975 MBC Drama Awards: premio excelencia, actriz
- 1972 MBC Drama Awards: mejor actriz debutante (Adada)